# El Llano (República Dominicana)
El Llano é um município da República Dominicana pertencente à província de Elías Piña.
O município tinha, em 2002, uma população total de 8 151, dos quais 4,376 são homens e 3,775 mulheres. A população urbana era de 30,23% da população total. El Llano foi elevado à categoria de município pela lei 3208, de 2 de julho de 1974. A principal atividade econômica do município é a agricultura.